# کارل نبو
کارل نبو (فرانسوی: Carl Naibo‎؛ زادهٔ ۱۷ اوت ۱۹۸۲) دوچرخه‌سوار اهل فرانسه است.